# Bariumklorid
Bariumklorid (BaCl2) är ett salt av barium och klor. Vid rumstemperatur är det ett kristallint pulver, som till varje formelenhet bariumklorid binder två molekyler kristallvatten, vilket betecknas BaCl2 · 2H2O. Bariumklorid är vattenlösligt och även något lösligt i metanol (13,45 g/l) och etanol. Det brinner med en gulgrön låga. Som andra bariumsalter är bariumklorid mycket giftigt; 0,8 – 0,9 gram är dödligt.
I laboratoriesammanhang används det som reagens på sulfatjoner, då bariumsulfat BaSO4 är synnerligen svårlösligt. Det används också för att demonstrera kristallvatten, eftersom vattnet avdunstar vid uppvärmning av till exempel en bunsenbrännare. Tillsättning av vatten i den vattenfria bariumkloriden leder till att värme avges, då systemets energinivå sänks. Ett annat salt som används på detta sätt är kopparsulfat.
Kommersiellt framställs det genom behandling av antingen bariumsulfid eller bariumkarbonat med saltsyra.